# Словики-Старі
Словики-Старі (пол. Słowiki Stare) — село в Польщі, у гміні Сецехув Козеницького повіту Мазовецького воєводства.
Населення — 683 особи (2011).
У 1975-1998 роках село належало до Радомського воєводства.

## Демографія
Демографічна структура станом на 31 березня 2011 року:
|          | Загалом | Допрацездатний вік | Працездатний вік | Постпрацездатний вік |
| -------- | ------- | ------------------ | ---------------- | -------------------- |
| Чоловіки | 344     | 90                 | 224              | 30                   |
| Жінки    | 339     | 82                 | 179              | 78                   |
| Разом    | 683     | 172                | 403              | 108                  |